# شیبرم
شیبَرم، روستایی است از توابع بخش بردخون در شهرستان دیر استان بوشهر ایران.

## جمعیت
این روستا در دهستان بردخون قرار دارد و بر اساس آمار رسمی سرشماری سال ۱۳۹۰ جمعیت آن ۲۰ نفر (۶ خانوار) است که در سال ۱۳۸۵ جمعیت آن، ۳۱نفر (۷خانوار) بوده‌است.